# Мајда Шилц
Мајда Шилц (Кржети, код Содражице, 17. март 1923 — Ново Место, 14. јул 1944) била је учесница Народноослободилачке борбе и народни херој Југославије.

## Биографија
Рођена 17. марта 1923. године у Кржетима, код Содражице. Основну школу завршила је у Гори и Содражици, а у Љубљани продужила школовање. Завршила је Занатску школу и запослила се у трговини папиром и канцеларијским материјалом „Тичар“.
У Народноослободилачки покрет Југославије укључила се 1941. године. Радила је на скупљању папира за потребе илегалних штампарија. У пролеће 1942. године била је примљена у Савез комунистичке омладине Југославије. Јуна исте године, један њен сарадник био је заробљен и како није издржао мучење, издао ју је полицији, али је на време побегла. С лажним исправама пребацила се 19. јуна 1942. у Доломитски партизански одред. Тамо је била четна болничарка.
Крајем октобра, из одреда је издвојен један батаљон добровољаца који је ушао у састав Друге словеначке бригаде као њен Трећи батаљон; у њему је била и Мајда. У лето 1943. Постала је чланица Комунистичке партије Југославије и постала секретарица СКОЈ-а Другог батаљона. Након капитулације Италије 1943, постала је секретарица СКОЈ-а бригаде.
Новембра 1943. године, Друга бригада пребацила се у Горски котар, где је Мајда учествовала у свим њеним биткама. Фебруара 1944, бригада се вратила у Словенију и водила борбе у рејону Кочевског рога. Марта 1944, Мајда је послана као делегат на Други конгрес УСАОЈ-а који је одржан почетком априла 1944. године у ослобођеном Дрвару; у Словенију се вратила почетком јуна.
Погинула је 14. јула 1944. године код Новог Места у борбама против немачко-домобранских снага.
Указом Председништва АВНОЈ-а 19. јуна 1945. проглашена је за народног хероја, као прва словеначка партизанка одликована која је добила ово високо признање. Указом Президијума Народне скупштине ФНР Југославије 18. маја 1946. постхумно је одликована Орденом братства и јединства првог реда.